# Анел Хаджич
Анел Хаджич (босн. Anel Hadžić, нар. 16 серпня 1989, Велика Кладуша) — австрійський і боснійський футболіст, півзахисник клубу «Штурм» (Грац). Виступав, зокрема, за клуб «Рід», а також національну збірну Боснії і Герцеговини. Володар Кубка Австрії.

## Клубна кар'єра
У дорослому футболі дебютував 2007 року виступами за команду клубу «Вельс», в якій провів один сезон, взявши участь лише у 5 матчах чемпіонату.
Своєю грою за цю команду привернув увагу представників тренерського штабу клубу «Рід», до складу якого приєднався 2007 року. Відіграв за команду з Ріда-на-Інкрайсі наступні шість сезонів своєї ігрової кар'єри. Більшість часу, проведеного у складі «Ріда», був основним гравцем команди.
До складу клубу «Штурм» (Грац) приєднався 2013 року. Відтоді встиг відіграти за команду з Граца 20 матчів в національному чемпіонаті.

## Виступи за збірні
2009 року залучався до складу молодіжної збірної Австрії. На молодіжному рівні зіграв у 2 офіційних матчах.
Маючи подвійне громадянство Австрії та Боснії і Герцеговини, на рівні національних збірних вирішив захищати кольори останньої, і 2014 року дебютував в офіційних іграх за національну збірну Боснії і Герцеговини. Включений до складу збірної для участі у фінальній частині чемпіонату світу 2014 року у Бразилії.

## Титули і досягнення
- Володар Кубка Австрії (1):

«Рід»: 2010-11
- Чемпіон Угорщини (1):

МОЛ Віді: 2017-18
- Володар Кубка Угорщини (1):

МОЛ Віді: 2018-19